# Kamalganj
Kamalganj è un sottodistretto (upazila) del Bangladesh situato nel distretto di Maulvi Bazar, divisione di Sylhet. Si estende su una superficie di 485,26 km² e conta una popolazione di 191.672 abitanti (dato censimento 1991).